# Piłka w grze
Piłka w grze (jap. 蒼き伝説　シュート! Aoki Densetsu Shoot!) – manga oraz stworzony na jej podstawie serial anime produkcji Toei Animation, który w Polsce był emitowany przez Polsat 2 i TV4 z polskim lektorem w latach 2001–2002. Liczy 58 odcinków.
W 1994 Piłka w grze otrzymała Nagrodę Kōdansha Manga w kategorii shōnen.

## Fabuła
Anime opowiadające o losach trzech przyjaciół (Toshihiko Tanaka, Kenji Shiraishi, Kazuhiro Hiramatsu), którzy postanawiają zostać najlepszymi piłkarzami na świecie. Bardzo chcą dorównać zdolnościami swojemu idolowi Yoshiharu Kubo. Razem grają w jednym klubie piłkarskim. Ich życie jest takie, jak życie każdego innego ucznia, do momentu, gdy sprawy zaczynają się komplikować. Toshihiko oraz Kazuhiro zakochują się w Kazumi, dziewczynie, która towarzyszy im i podziwia ich od bardzo dawna. Na dodatek, podczas meczu z Kakekita High w półfinałach umiera Yoshiharu... Dla całej drużyny jest to bardzo bolesny cios. Jednak się nie poddają. Kiedy Kamiya wybiera składy, wszyscy się zastanawiają, kto będzie nosił koszulkę z numerem 10. Wszyscy mówią, że to właśnie on będzie w niej grał. Jednak dostaje ją Toshihiko. Na początku nie za bardzo mu wychodzi, jednak z czasem idzie mu coraz lepiej. Kakegawa dostaje się na Mistrzostwa, gdzie spotykają przeciwników, którzy znali Yoshiharu. Kakegawa wygrywa Mistrzostwa, a Toshihiko wyznaje Kazumi miłość.